# Церна, Тибор
Тибор Йожефа Церна (серб. Тибор Јожефа Церна; 8 ноября 1978, Белград — 28 апреля 1999, Кошаре) — рядовой сухопутных войск Союзной Республики Югославии, командир стрелкового отделения 125-й моторизованной бригады во время Косовской войны и бомбардировок Югославии силами НАТО.

## Биография
Тибор Церна — венгр по происхождению. На службу в югославскую армию заступил в июне 1998 года. Участвовал в битве на Кошарах против албанских бойцов и их зарубежных инструкторов. Положение югославских войск осложнялось тем, что противник задействовал снайперов, уничтожая югославских солдат и создавая проблемы всей бригаде.
27 апреля 1999 года Церна во время одной из перестрелок выбрался на передовую и встал во весь рост, пытаясь заставить снайпера выстрелить и выдать себя. Выйдя на открытое пространство, Церна получил ранение в шею, но устоял на ногах и заставил снайпера выстрелить ещё раз. Второе попадание пришлось в лоб, и Церна упал замертво, но в этот же момент югославский снайпер уничтожил своего противника. По распространённой городской легенде, Церна успел перед смертью сказать: «За эту землю стоит умереть».
Посмертно Тибор Церна был награждён орденом «За заслуги в области обороны и безопасности».
14 июня 2017 года в присутствии президента Сербии Александра Вучича состоялось открытие памятника в Дебелячах Тибору Церне как одному из героев Косовской войны.